# Le Mesnil-en-Thelle
Le Mesnil-en-Thelle ist eine französische Gemeinde mit 2.392 Einwohnern (Stand: 1. Januar 2022) im Département Oise in der Region Hauts-de-France. Sie gehört zum Arrondissement Senlis, zum Kanton Chantilly und zum Gemeindeverband Thelloise.

## Geografie
Die Gemeinde Le Mesnil-en-Thelle liegt in der Landschaft Vexin français an der Grenze zum Département Val-d’Oise, 25 Kilometer nordöstlich von Pontoise. Umgeben wird Le Mesnil-en-Thelle von den Nachbargemeinden Fresnoy-en-Thelle im Nordwesten und Norden, Morangles im Nordosten, Bernes-sur-Oise im Osten und Südosten, Persan im Süden und Südwesten sowie Chambly im Südwesten und Westen.

## Bevölkerungsentwicklung
| Jahr                       | 1962 | 1968 | 1975 | 1982 | 1990 | 1999 | 2011 | 2021 |
| -------------------------- | ---- | ---- | ---- | ---- | ---- | ---- | ---- | ---- |
| Einwohner                  | 625  | 824  | 1310 | 1516 | 2118 | 2089 | 2288 | 2329 |
| Quellen: Cassini und INSEE |      |      |      |      |      |      |      |      |

## Sehenswürdigkeiten
- Kirche Saint-Michel aus dem 13. Jahrhundert

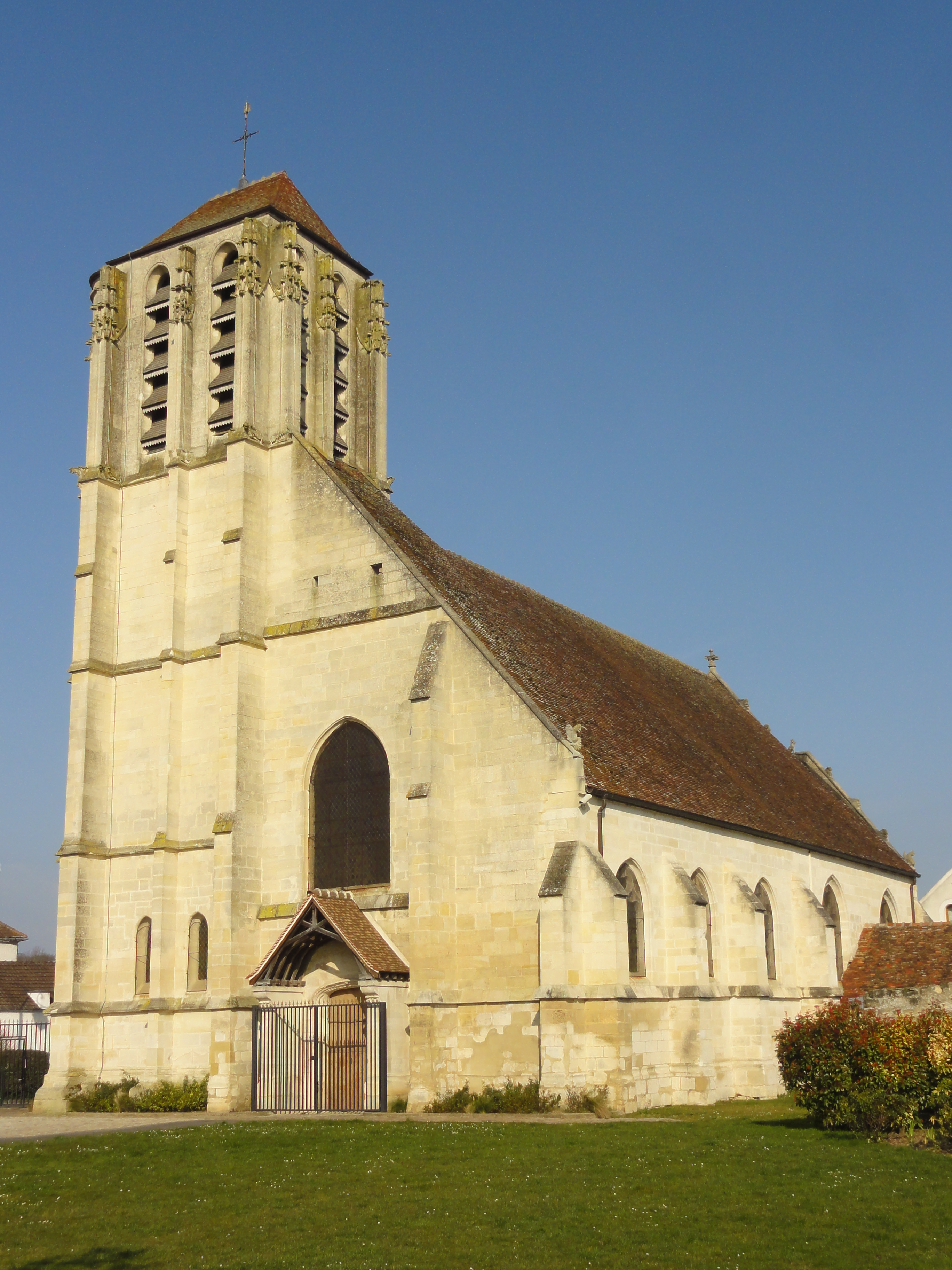
Kirche Saint-Michel
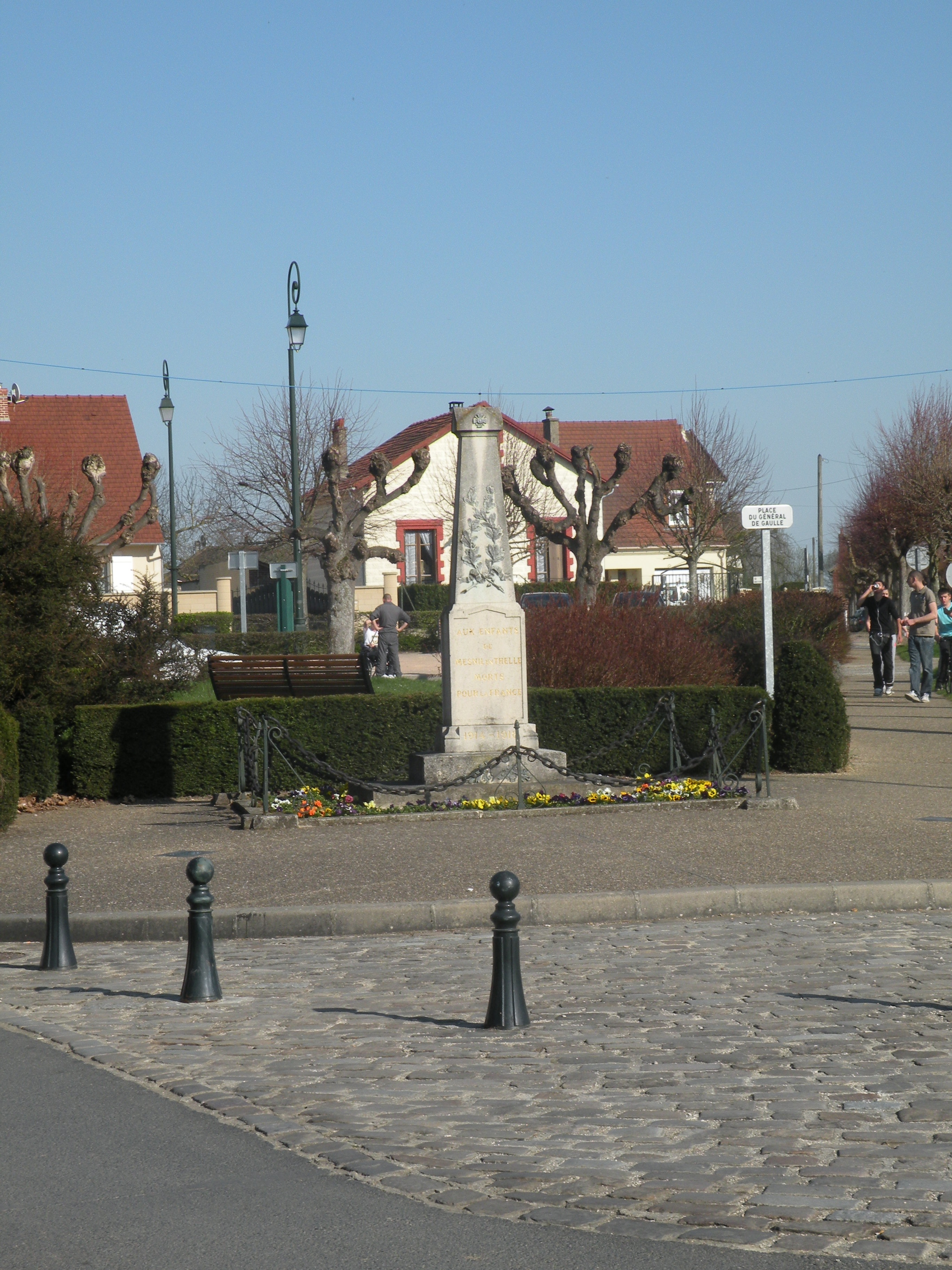
Gefallenendenkmal